# Каминское (Курганская область)
Каминское — село в Куртамышском районе Курганской области России. Входит в состав Обанинского сельсовета.

## География
Деревня находится в южной части области, в пределах юго-западной части Западно-Сибирской равнины, в лесостепной зоне, на реке Гаев.

### Климат
Климат характеризуется как континентальный, с холодной продолжительной малоснежной зимой и тёплым сухим летом. Среднегодовая температура — −1 °C. Средняя температура воздуха самого холодного месяца (января) составляет −17,7 °C (абсолютный минимум — −49 °С); самого тёплого месяца (июля) — 19 °C (абсолютный максимум — 41 °С). Безморозный период длится 113 дней. Годовое количество атмосферных осадков — 344 мм, из которых 190—230 мм выпадает в вегетационный период. Продолжительность периода с устойчивым снежным покровом равна 161 дню.

## История
Первые упоминания о Каминской слободе появились в 1749 году. Этот год считается годом образования Каминской слободы. Но Каминка образовалась немного раньше, в первой половине 18 века. Переселенцы из Пермского края, с побережий реки Кама (что подтверждается совпадением множества фамилий и названий деревень), основали поселение Каминское на плодородных землях  Ялымского луга. Речку там протекающую, назвали Кама (старица реки Тобол). Во время наводнений Каминку затопляло. Жители Каминки разделились на две группы (причины неизвестны). Одна группа жителей переселилась на возвышенность на левом берегу Тобола основав Каминскую слободу (сейчас село Каминское - Куртамышского муниципального округа  ), другая группа жителей, выше правобережья, так же основала деревню Каминка (ныне Новокаминка - Притобольного муниципального округа). Село Каминское является родиной писателя Югова А.К.
До 2018 года являлось административным центром Каминского сельсовета, упразднённого Законом Курганской области от 30 мая 2018 года N 45.

## Население
| 1989 | 2002 | 2010 |
| ---- | ---- | ---- |
| 1004 | ↘773 | ↘482 |

### Национальный и гендерный состав
Согласно результатам переписи 2002 года, в национальной структуре населения русские составляли 98 % из 773 чел., из них 346 мужчин, 427 женщин.

## Инфраструктура
Разрушенный храм во Имя Святой Троицы.

## Транспорт
Автобусное сообщение.